# فيتالي ستريلتسوف
فيتالي ستريلتسوف هو لاعب كرة قدم روسي في مركز الوسط، ولد في 24 فبراير 1982 في كراسنودار في روسيا. لعب مع بالتيكا كالينينغراد ودينامو ستافروبول ونادي دينامو الداغستاني ونادي روستوف أون دون.

## وصلات خارجية
- فيتالي ستريلتسوف على موقع Soccerway.com (الإنجليزية)